# 朱諾號事件
朱諾號事件，是台灣日治時代昭和10年（1935年），因荷蘭籍商船「朱諾號」（珠諾號，Juno）引起的司法訴訟，最後導致台灣總督府和在台軍部的對立事件。也譯珠諾號事件。

## 概要
昭和10年（1935年）4月7日，英國公司雇用的荷蘭籍商船「朱諾號」從淡水航向新加坡的途中，得知呂宋島方面發生颱風，為了躲避颱風，而進入不開港場的澎湖馬公港，海軍馬公要港部及陸軍澎湖島憲兵分隊判斷該船非避難入港，將船長送交台南地方法院高雄支部檢察局。該船的投錨地點不僅是不開港場，同時也是「要塞地帶法」上的第三區警備地域，因此軍方懷疑船長是刺探軍機的間諜。
4月17日的第一審公判，被告及辯護人強調因避難而入港，但是，參考人馬公要港部參謀主張該船入港時颱風業已消散，無海難之虞，並且被告在馬公近海的海圖上，有疑似刺探軍機的紀錄等根據，認為被告是間諜。另一方面，檢方以無明確的證據認定被告為間諜，依違反「船舶法」，求處罰金兩千圓。然而，4月27日的判決，法院採納軍方的主張，除了罰金兩千圓，並沒收船舶。
5月1日，被告不服，提起上訴。5月5日，軍部不滿檢方求刑太低，向中川健藏台灣總督、平塚廣義總務長官、今川淵台南州知事提出意見書，主張嚴罰。5月13日，第二審開始，被告辯護人隨即請求移轉管轄，請求的理由是「高雄、台南兩州下的海友會、在鄉軍人、海軍軍人、其他民眾」之間故意穿著軍服出入法庭，牽制法院的行動明顯，所以難期審判的公平。5月22日，高等法院准許請求，因此第二審在台北地方法院再開。但是，此舉使軍方態度更加強硬，6月5日，台灣軍發表聲明批評移轉管轄之舉。
檢方在第二審求刑和第一審相同，但是，6月10日的判決，法院只認定該船非法進入不開港場，意即不認定該船的間諜和避難行為，減輕量刑，僅判決罰金五百圓，且取消沒收船舶。6月15日，因被告和檢方皆未上訴，判決確定。

## 後續
此判決造成總督府和軍部的對立，6月16日，台灣軍發表對「太過寬大」的判決表示「遺憾」的聲明。日後雙方對立擴大，演變成要求撤廢「軟弱文官總督」，擁立武官總督的運動。年末，總督府撤回對軍部「對司法權的置喙」的批評，雙方大致上和解。翌年（1935年），預備役海軍大將小林躋造就任台灣總督。

## 脚注
1. ↑  『法政公論』「波瀾を生んだジュノウ號事件」，昭和10年7月5日
2. ↑  『法政公論』「ジュノー號事件と其の飛沫」，大里武八郎，昭和10年12月20日